# Lispe armata
Lispe armata este o specie de muște din genul Lispe, familia Muscidae, descrisă de Malloch în anul 1925. Conform Catalogue of Life specia Lispe armata nu are subspecii cunoscute.